# Venerio
Venerio  è un nome proprio di persona italiano maschile.

## Varianti
- Maschili: Veniero[2][3]
- Femminili: Veneria[2][3]

### Varianti in altre lingue
- Catalano: Veneri[5]
- Latino: Venerius[1]
- Polacco: Weneriusz
- Spagnolo: Venerio[5]

## Origine e diffusione
Si tratta di un nome teoforico, che richiama la dea romana dell'amore e della fecondità Venere; per la precisione è un patronimico, cioè vuol dire "di Venere", "relativo a Venere", anche se in qualche caso può essere considerato direttamente una forma maschile del nome Venere.
La sua diffusione è dovuta principalmente al culto verso san Venerio, vescovo di Milano.

## Onomastico
L'onomastico si può festeggiare in memoria di più santi, alle date seguenti:
- 1º marzo, san Venerio, martire a Roma, venerato ad Eichstätt[6]
- 6 maggio (4 maggio su alcuni calendari), san Venerio, vescovo di Milano[6][7]
- 13 settembre, san Venerio, monaco ed eremita sull'isola del Tino[5][6][7]

## Persone
- Venerio, arcivescovo di Milano
- Venerio, monaco italiano
- Venerio Cattani, politico e giornalista italiano
- Venerio Trasmondo, vescovo e patriarca italiano

### Variante Veniero
- Veniero Accreman, avvocato, politico e saggista italiano
- Veniero Colasanti, scenografo e costumista italiano